# Henri Duval
Henri Clément Lanneval dit Henri Duval (Bordeus, 12 de maig de 1874- 14è districte de París, 20 d'octubre de 1953) va ser un actor francès del cinema mut.

## Filmografia
- 1908 : L'Innocent de Louis Feuillade
- 1909 : Matelot de Louis Feuillade
- 1909 : La Bouée de Louis Feuillade
- 1909 : La Contrebandière de Louis Feuillade
- 1909 : Les Deux Mères de Louis Feuillade
- 1909 : Le Domino rouge de Louis Feuillade
- 1909 : Les Heures : l'aube, l'aurore
- 1909 : Les Heures : le matin, le jour
- 1909 : Les Heures : le midi, la vesprée, le crépuscule
- 1909 : Les Heures : le soir, la nuit
- 1909 : Idylle corinthienne
- 1909 : Madame Bernard
- 1909 : La Mère du moine
- 1909 : Voleurs d'enfants
- 1909 : Vainqueur de la course pédestre
- 1910 : Le Matelot criminel
- 1910 : Le Pain quotidien
- 1910 : Le Noël du vagabond
- 1911 : L'Aventurière, dame de compagnie de Louis Feuillade
- 1911 : Le Chef-lieu de canton
- 1911 : Les Vipères de Louis Feuillade
- 1913 : La Mort de Lucrèce de Louis Feuillade : Collatin
- 1922 : L'Agonie des aigles de Dominique Bernard-Deschamps i Julien Duvivier : el prefecte de policia
- 1922 : L'Île sans nom de René Plaissetty : le Goutelier
- 1925 : Visages d'enfants de Jacques Feyder : el canonge Tailler
- 1926 : La Bonne hôtesse : el comte Bermond
- 1929 : Bicchi : el jutge
- 1935 : Touche-à-tout de Jean Dréville.